# Kopalnia Węgla Kamiennego Katowice

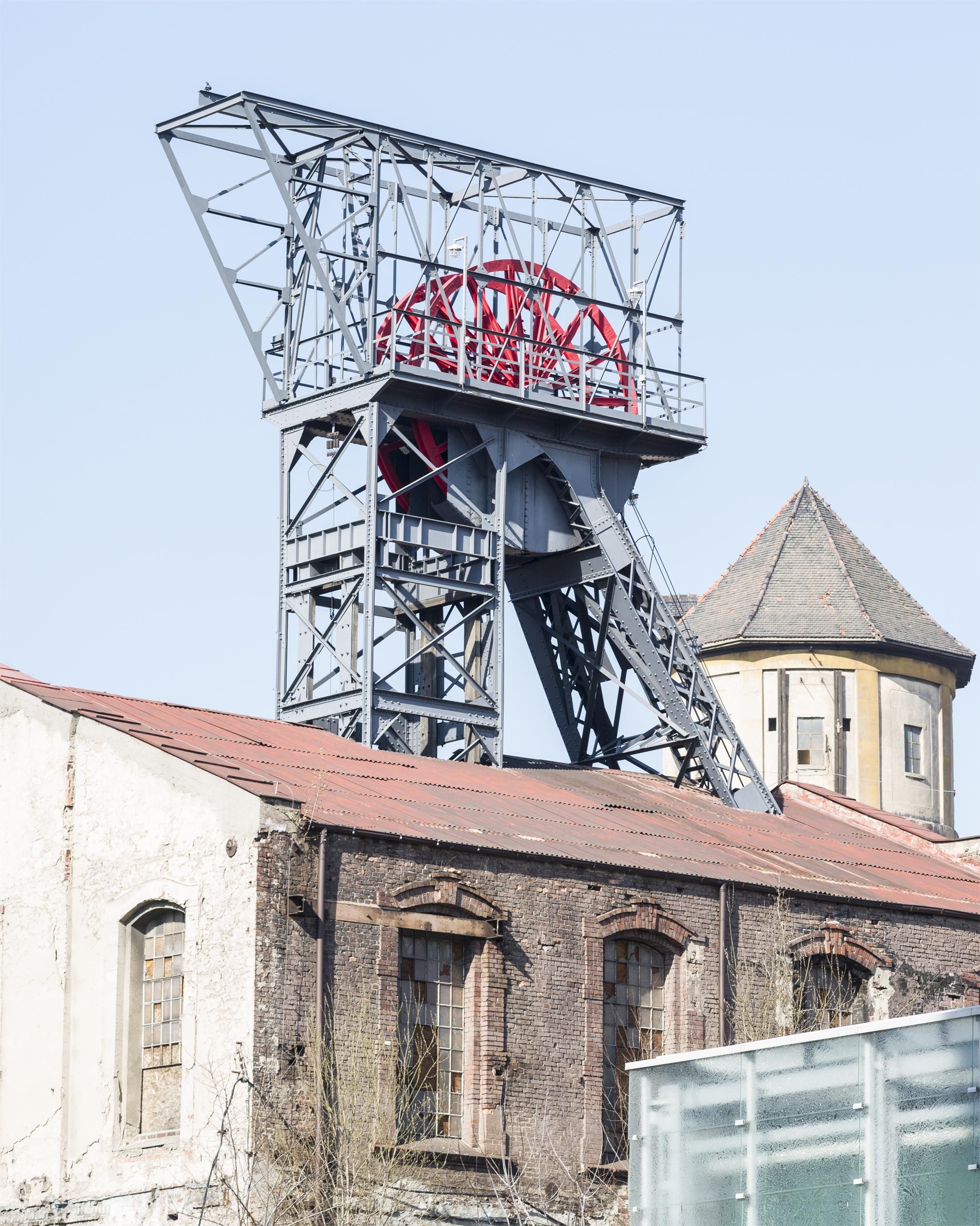
Gerüst Schacht Bartosz I, Zustand 2014

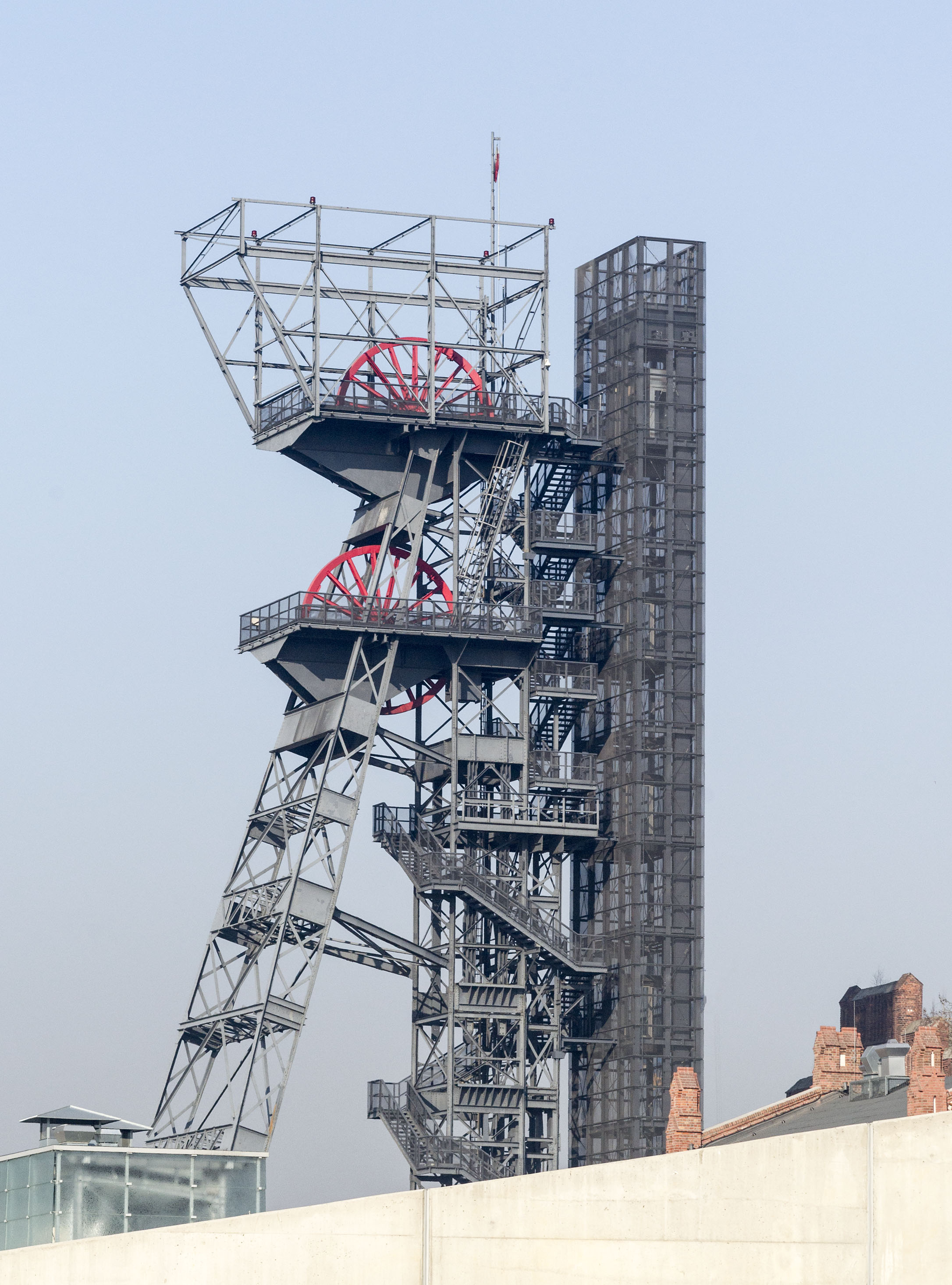
Gerüst Schacht Warszawa mit neu hinzugefügtem Aufzug, Zustand 2014

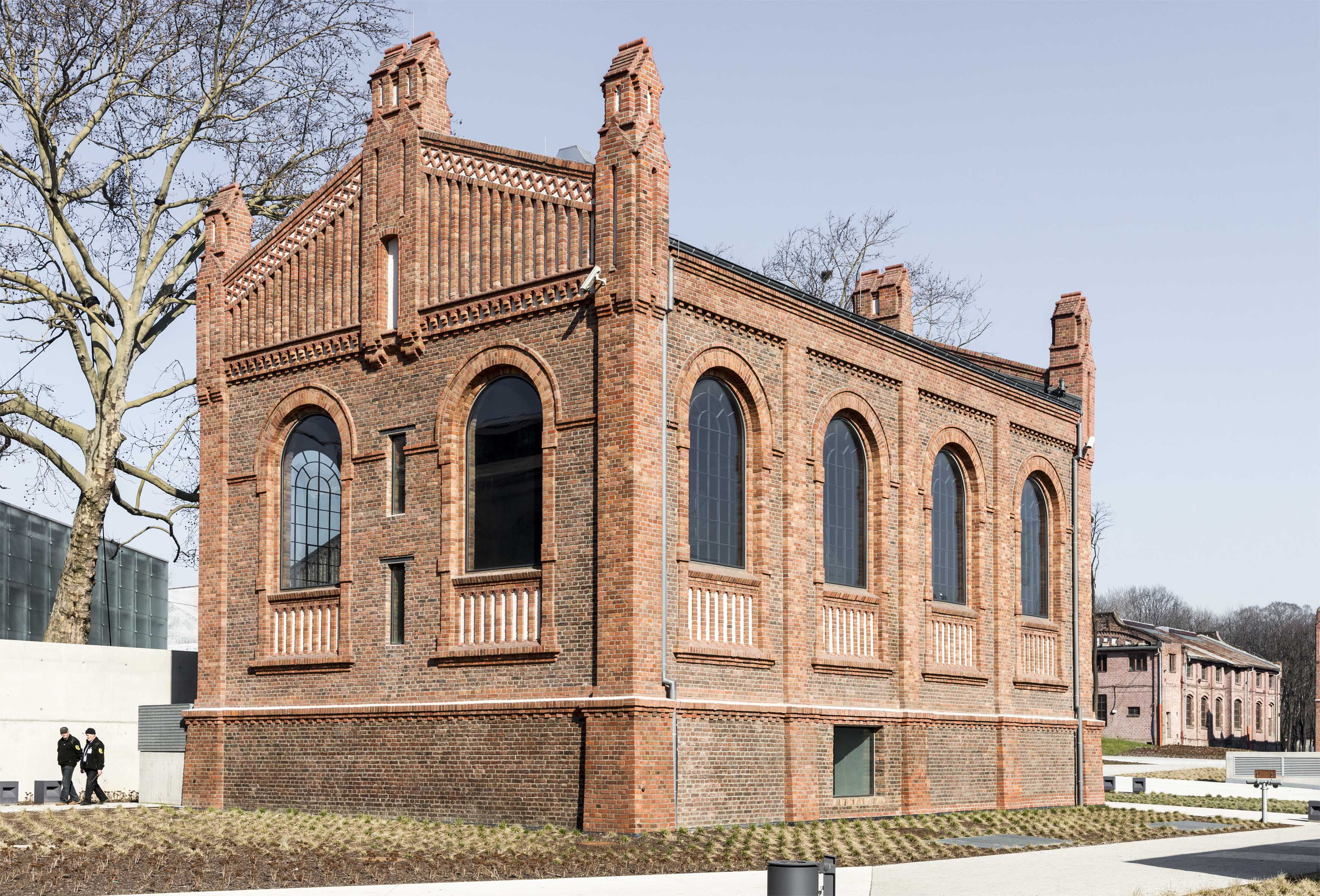
Fördermaschinenhaus Schacht Warszawa, musealer Zustand 2014

Das Bergwerk Katowice (polnisch Kopalnia Węgla Kamiennego Katowice; alte deutsche Bezeichnung Ferdinandgrube) war ein Steinkohlenbergwerk in Katowice-Bogucice, Polen.

## Geschichte
Anfänglich Ferdinand genannt, erhielt das Bergwerk ab 1936 den Namen Katowice.

### Ferdinandgrube
Nach ersten Mutungen von 1822 (Feld Ferdinand) und 1841 (Feld Bertram) wurde das Bergwerk am 9. August 1844 konsolidiert. Später kamen noch die Felder Belle-Alliance, Belle-Alliance II, Arthur, Pfarrfeld und Kattowitz hinzu, so dass die Berechtsame insgesamt 6,47 km² betrug.
Der ursprüngliche Name der Zeche Ferdinand bezieht sich auf den des pensionierten Hauptmanns Ignatius Ferdinand von Beyma mit Wohnsitz in Tarnowitz, der erste Untersuchungen auf Steinkohle in Bogutschütz unternahm. Seine ersten Mitarbeiter waren nicht Menschen vor Ort, sondern Spezialisten aus Wałbrzych, Westfalen, Olkusz und Wieliczka. Nach mehreren Eigentümerwechseln gelange die Zeche schließlich 1839 in den Besitz von Marie Winckler, geb. Valeska, und damit in der Folgegeneration in den der Kattowitzer AG für Bergbau und Eisenhüttenbetrieb. Zu dieser AG gehörten u. a. auch die Bergwerke Florentine, Neu Przemba, Carlssegen/Karol und Mysłowice.
Der bereits 1824 begonnene Bergbau war zunächst ein Stollenbergbau, der von Anfang an mit starken Wasserzuflüssen zu kämpfen hatte. Diese waren so stark, dass die Grube 1875 ersoff.
Nach umfangreichen Modernisierungsmaßnahmen, dem Übergang zum Schachttiefbau und dem Rückgang der Wasserzuflüsse auf 8 m³ pro Minute, wurde der Betrieb 1889 wiederaufgenommen.
1912 verfügte die Zeche über drei Förder- und vier Wetterschächte, die Förderschächte Benjamin (291 m tief; bereits 1834 als Haspelschacht) sowie Gruschka und Mauve (beide 473 m tief) sowie die vier Wetterschächte Heinrich (190 m), Norma (194 m; auch Materialschacht), Ludwig (125 m) sowie Richard (342 m; auch Seilfahrt). In diesem Jahr gab es die drei Fördersohlen II (286 m), III (390 m) und IV (463 m), auf denen 1,07 Mio. Tonnen Kohle hereingewonnen werden konnten.
Während des Ersten Weltkriegs wurden sowohl Frauen als auch Kriegsgefangene beschäftigt. Im Jahr 1929 konnte die Zeche weitere Grubenfelder erwerben.

### KWK Katowice
Am 15. Juli 1936 änderte die Zeche Ferdinand ihren Namen in Katowice und ging 1937 wie alle anderen Bergwerke der Kattowitzer AG für Bergbau und Hüttenbetrieb in den Besitz der IG Bergbau und Metallurgie über, an der der polnische Staat 97 % aller Anteile hielt. Während der deutschen Besatzung im Zweiten Weltkrieg wurde das Bergwerk durch die Reichswerke Hermann Göring betrieben und erhielt den alten Namen Ferdinand zurück.
Katowice wurde von der Roten Armee am 27. Januar 1945 befreit und bereits am 30. Januar verließen die ersten Kohletransporte die Zeche in Richtung Warschau.
Am 1. Juli 1996 wurden die Zechen KWK Katowice und Kleofas zusammengelegt. Die Schließung der Schachtanlage erfolgte 1999 nach einer Betriebszeit von 176 Jahren. In dieser Zeit sind mehr als 120 Mio. Tonnen Steinkohle gefördert worden. Zum Schluss befanden sich auf dem Zentralgelände der Zeche in Bogucice die vier Schächte Gwarek, Warszawa (alte Bezeichnung Nottebohm) und Bartosz I/II (Bartosz I = Benjamin). Ein Einzelschacht 810 m weiter östlich trug den Namen Bogucice. 2001 wurden zahlreiche Tagesanlagen abgerissen, andere hingegen museal aufbereitet.

### Stalinogród
In der Periode von 1953 bis 1956 trug die Zeche den Namen Stalinogród; auch die Stadt Katowice trug während dieser Zeit Stalins Namen.

### Förderzahlen
1873: 72.700 t; 1913: 1,06 Mio. t; 1938: 834.775 t; 1970: 1,62 Mio. t; 1979: 1,90 Mio. t

### Gegenwart
Heute befindet sich das schlesische Museum (Muzeum Śląskie) auf dem ehemaligen Zechengelände. Dadurch konnten die Fördergerüste über den Schächten Warszawa und Bartosz I bewahrt und restauriert werden. Zahlreiche Tagesanlagen wurden in das Gesamtkonzept des Museums eingebunden.